# Habsheim
Habsheim é uma comuna francesa na região administrativa de Grande Leste, no departamento Alto Reno. Estende-se por uma área de 15,63 km². Em 2010 a comuna tinha 5 033 habitantes (densidade: 322 hab./km²).